# Киркор Киркоров
Киркор Киркоров е български боксьор от арменски произход.

## Биография
Роден е на 4 март 1968 г. Става европейски шампион в Атина, 1989 и световен шампион от първенството в Сидни 1991 година и двете в категория до 57 кг. Киркоров също така участва на летните олимпийски игри от 1988 в Сеул като достига до трети кръг преди да отпадне от южно корееца Лии Жае-Хук.